# Transilvanski Sasi
Transilvanski Sasi (nemško Siebenbürger Sachsen, transilvansko saško Siweberjer Såksen, romunsko Sași ardeleni, Sași Transilvăneni/Transilvani, madžarsko Erdélyi szászok) so prebivalci nemške narodnosti, ki so se naselili v Transilvaniji (nemško Siebenbürgen)  od sredine 12. stoletja do poznega novega veka, natančneje do sredine 19. stoletja. Prvi Transilvanski Sasi so izvirali iz Flandrije, Hainauta, Brabanta, Liègea, Zelandije, Mozele, Lorene in Luksemburga. Pokrajine so bile 1140. letih na skrajnem severozahodu Svetega rimskega cesarstva.
Po letu 1918 in razpadu Avstro-Ogrske je bila po Trianonskem sporazumu Transilvanija priključena Kraljevini Romuniji. Posledično so transilvanski Sasi skupaj z drugimi etničnimi nemškimi podskupinami v novo razširjeni Romuniji (Banatski  Švabi, Satmarski Švabi, Besarabci, Bukovinci, Dobrudžani in Zipserji) postali del širše nemške manjšine. Po zadnjem uradnem popisu prebivalstva leta 2011 živi v Romuniji  36.042 Nemcev, od tega 11.700 potomcev Transilvanskih Sasov.

## Zgodovinski pregled
Nemška kolonizacija Transilvanije  se je začela med vladanjem ogrskega kralja Géze II. (1141–1162). Več desetletij je bila glavna naloga  srednjeveških nemško govorečih naseljencev   braniti jugovzhodne meje Kraljevine Ogrske pred tujimi napadalci, predvsem Kumani in Tatari iz Evrazijske stepe.
Prvi val naseljevanja je trajal do konca 13. stoletja. Čeprav so kolonisti prihajali večinoma iz zahodnega Svetega rimskega cesarstva in so na splošno govorili francoska narečja, so postali znani kot Sasi zaradi Nemcev v ogrski državni upravi. Srednjeveška nemščina priseljencev, predvsem obrtnikov, stražarjev in delavcev,  je med lokalnim prebivalstvom postala znana kot såksesch.
Število Transilvanskih Sasov v rodni Romuniji se od druge svetovne vojne  nenehno zmanjšuje. Transilvanski Sasi so začeli množično zapuščati ozemlje današnje Romunije že med drugo svetovno vojno. Selili so se predvsem v Avstrijo in nato v južno Nemčijo, zlasti na Bavarsko.
Proces izseljevanja se je nadaljeval v času komunistične vladavine v Romuniji. Po padcu Ceaușescujevega režima leta 1989 jih je približno pol milijona zbežalo v združeno Nemčijo.
Dandanes velika večina Transilvanskih Sasov  živi v Nemčiji in  Avstriji. Veliko jih je tudi v Severni Ameriki, predvsem v ZDA (natančneje v Idahu, Ohiu in Koloradu), pa tudi v Kanadi (natančneje v južnem Ontariu).

## Izvor in srednjeveško naseljevanje
Prva faza naseljevanje Nemcev v Transilvanijo se je začela sredi 12. stoletja.  Kolonisti so se naseljevali predvsem v pokrajino, ki je kasneje postala znana kot Altland ali Provinca Hermannstadt s sedežem v Hermannstadtu (zdaj Sibiu). Čeprav je bil glavni razlog za priseljevanje vabilo Géze II. v  mejno obrambo, so Nemci poskušali izkoristiti tudi svoje rudarske veščine in druge sposobnosti za razvoj gospodarstva v regiji. Večina kolonistov v okolici Hermannstadta je bila iz Luksemburga in porečja Mozele.
Druga faza se je začela na začetku 13. stoletja. Priseljenci so prihajali predvsem iz Porenja, Spodnjih dežel in Mozele, nekaj tudi iz Turingije in Bavarske in celo Francije. Naseljevali so se predvsem v  severovzhodni Transilvaniji okoli mesta  Nösen, kasneje Bistritze (rumunsko Bistrița), ob reki Bistrici. Pokrajina je postala znana kot Nösnerland.
Kasnejši priseljenci so se naseljevali še bolj proti vzhodu.  Naseljenci iz okolice Hermannstadta so se razširili v dolino reke Hârtibaciu (Harbachtal) in do vznožja gora Cibin (nemško Zibin) in Sebeș (nemško Mühlbacher). Ta regija,  osredotočena okoli mesta Mühlbach (Sebeș), je bila znana kot Unterwald. Severno od Hermannstadta so naselili tako imenovano Weinland, vključno z vasjo Nympz blizu Mediascha (Mediaș). Domneva se, da se je za vse Nemce v teh zgodovinskih regijah, ne glede na poreklo, začel uporabljati naziv Sasi, ker so bili prvi nemški naseljenci, ki so prišli v Kraljevino Ogrsko, ali revni rudarji ali obsojenci iz Saške.
Ogrski kralj Andrej II. je leta 1211 povabil Tevtonske viteze, da se naselijo in branijo Burzenland v jugovzhodnem kotu Transilvanije. Da bi zavarovali gorske prelaze preko Karpatov  pred Kumani, so vitezi zgradili številne gradove in mesta, vključno z glavnim mestom Kronstadt (Brașov). Prestrašen zaradi njihove hitro rastoče moči, jih je Andrej II. leta 1225 izgnal. Red se je naslednje leto preselil v Prusijo, kolonisti v Burzenlandu pa so ostali. Srednjeveške vzhodne meje Kraljevine Ogrske so zato na severovzhodu branili Sasi iz Nösnerlanda, na vzhodu ogrsko pleme Székely, na jugovzhodu gradovi, ki so jih zgradili Tevtonski vitezi in Burzenlandski Sasi, in na jugu Altlandski Sasi.

## Srednjeveška organizacija

### Pravna organizacija
Tevtonski vitezi so morali zapustiti Transilvanijo, saški kolonisti pa so ostali. Kralj jim je dovolil, da so obdržali pravice in obveznosti, zajete v Diploma Andreanum kralja Andreja II. iz leta 1224. Ta dokument je nemškemu prebivalstvu na ozemlju med Draasom (Drăușeni) in Broosom (Orăștie) podelil upravno in versko avtonomijo ter obveznosti do ogrskih kraljev. Ozemlje, ki so ga kolonizirali Nemci, je obsegalo približno 30.000 km2. Imenovalo se je Kraljeve ali Saške dežele (nemško Königsboden, madžarsko Királyföld, romunsko Pământul crăiesc, latinsko Fundus Regius). V času vladanja ogrskega kralja Karla I. (verjetno 1325-1329) so bili Sasi  organizirani v saških sedežih (nemško Stuhl):
| Grb | Sedež                     | Mesto                                                 |
| --- | ------------------------- | ----------------------------------------------------- |
|     | Repser Stuhl              | Reps/Räppes (Rupea, Kőhalom)                          |
|     | Grossschenker Stuhl       | Groß-Schenk/Schoink (Cincu, Nagysink)                 |
|     | Schässburger Stuhl        | Schäßburg/Schäsbrich (Sighișoara, Segesvár)           |
|     | Mühlbacher Stuhl          | Mühlbach/Melnbach (Sebeș, Szászsebes)                 |
|     | Brooser Stuhl             | Broos (Orăștie, Szászváros)                           |
|     | Hermannstädter Hauptstuhl | Hermannstadt/Härmeschtat (Sibiu, Nagyszeben)          |
|     | Reussmarkter Stuhl        | Reussmarkt/Reismuert (Miercurea Sibiului, Szerdahely) |
|     | Mediascher Stuhl          | Mediasch/Medwesch (Mediaș, Medgyes)                   |
|     | Schelker Stuhl            | Marktschelken (Șeica Mare, Nagyselyk)                 |

### Verska organizacija
Razen Tevtonskega reda so bile za razvoj nemških skupnosti v Transilvaniji pomembne tudi druge verske organizacije, predvsem cistercijanski opatiji  Igrisch (romunsko Igriș) v Banatu in Kerz (romunsko Cârța) v Fogaraschu (romunsko Făgăraș). Najstarejša saška verska organizacija je bila proštija Sibiu/Hermannstadt, ustanovljena 20. decembra 1191. V svojih zgodnjih letih je vključevala ozemlja Hermannstadta, Leschkircha (romunsko Nocrich) in Groß-Schenk (romunsko Cincu), območja, ki so jih etnični Nemci prva kolonizirali.
Velika večina transilvanskih Sasov je pod vplivom Johannesa Honterusa v času protestantske reformacije sprejela novo vero Martina Luthra. Skoraj vsi so postali luteranci. Kalvinistov je bilo zelo malo, medtem ko so manjši segmenti transilvanske saške družbe ostali trdno katoliški, natančneje grkokatoliki, ali pa so pozneje sprejeli katolicizem. Ena od posledic reformacije v transilvanskem kontekstu je bila skoraj popolna enakovrednost izrazov "luteranski" in "saški". Luteranska cerkev v Transilvaniji je bila de facto "volkskirche", se pravi "nacionalna cerkev" Transilvanskih Sasov.
- Samostan Cârța, Sibiu (nemško Kerz)
- [Utrjena luteranska cerkev v ărmanu (nemško Honigberg)
- Utrjena cerkev v Biertanu (nemško Birthälm) je bila od leta 1572 do 1867 sedež luteranskega evangeličanskega škofa Transilvanije
- Utrjena evangeličanska cerkev Valea Viilor (nemško Wurmloch)
- Utrjena luteranska cerkev Saschiz (nemško Keisd)
- Utrjena luteranska cerkev Bunești, Brașov (nemško Weisskirch)

## Utrjena mesta
Mongolska  invazija 1241–1242 je opustošila večino Kraljevine Ogrske. Sasi so se upirali po svojih najboljših močeh, vendar je bilo uničenih veliko njihovih naselij. Po invaziji so Sasi mnoga transilvanska mesta utrdili s kamnitimi obzidji in gradovi. V srednjem veku so cerkve (Kirchenburgen)  v približno 300 vaseh  dobile masivna obzidja. Čeprav so mnoge od teh utrjenih cerkva propadle, je danes v jugovzhodni Transilvaniji še vedno več kot 150 vasi z dobro ohranjenimi utrjenimi cerkvami iz  13. do 16. stoletja. Sedem cerkva  je vključenih v Unescovo svetovno dediščino pod imenom Vasi s trdnjavskimi cerkvami v Transilvaniji. Transilvanija je zaradi sedmih utrjenih mest postala znana kot Siebenbürgen ali  Septem Castra, slovensko Sedmograška. Ta mesta so bila najverjetneje:
- Nösen/Bistritz (Bistrița)
- Hermannstadt (Sibiu)
- Klausenburg (Cluj-Napoca)
- Kronstadt (Brașov)
- Mediasch (Mediaș)
- Mühlbach (Sebeș)
- Schässburg (Sighișoara)

Med mogoče kandidata sta spadala tudi
- Broos (Orăștie)
- Sächsisch-Regen (Reghin)

Druga pomembna saška naselja so bila tudi
- Heltau (Cisnădie)
- Rosenau (Râșnov)
- Reps (Rupea)

- Hermannstadt (romunsko Sibiu)
- Klausenburg (romunsko Cluj-Napoca)
- Kronstadt (romunsko Brașov)
- Bistritz (romunsko Bistrița)
- Mediasch (romunsko Mediaș)
- Mühlbach (romunsko Sebeș)
- Schässburg (romunsko Sighișoara)
- Sächsisch-Regen (romunsko Reghin)
- Broos (romunsko Orăștie)
- Heltau (romunsko Cisnădie)
- Rosenau (romunsko Râșnov)
- Reps (romunsko Rupea)

## Status privilegiranega razreda
Transilvanski Sasi so bili skupaj z večinoma madžarsko-transilvanskim plemstvom in Sekelji (romunsko Secui) člani Zveze treh narodov (Unio Trium Nationum), sklenjeni leta 1438. Sporazum je omenjenim trem skupinam dajal veliko političnih pravic. Večinsko ogrsko in romunsko kmečko prebivalstvo je bilo  izključeno iz političnega življenja v kneževini.
Med protestantsko reformacijo se je večina transilvanskih Sasov spreobrnila v luteranstvo. Ker je bila pol neodvisna Kneževina Transilvanija ena od najbolj versko strpnih držav v Evropi v tistem času, so Sasi smeli prakticirati svojo religijo, se pravi, da so uživali versko avtonomijo. Habsburžani so v protireformaciji  promovirali rimskokatolištvo, vendar je velika večina Sasov ostala odločno luteranska.
Vojne Habsburške monarhije in Ogrske proti Osmanskemu cesarstvu od 16. do 18. stoletja so zmanjšale število Transilvanskih Sasov. V vsem tem obdobju so Sasi v Transilvaniji opravljali funkcijo administratorjev in vojaških častnikov. Ko je Kneževina Transilvanija padla pod avstrijsko-habsburško oblast, se je začel tretji manjši tretji val naseljevanja, ki naj bi oživil njihovo demografijo.
Ta val naseljevanja  je vključeval izgnane protestante iz Gornje Avstrije. Imenovali so jih Siebenbürger Landler (romunsko Landler) in jim dali zemljo v bližini Hermannstadta (Sibiu). Hermannstadt s pretežno nemško populacijo je postal kulturno središče Transilvanskih Sasov,  medtem ko je bil Kronstadt (Brașov) njihovo ključno politično središče.

## Izguba elitnega položaja
Cesar Jožef II. je v poznem 18. stoletju poskusil  preklicati sporazum Unio Trium Nationum. Njegov poskus je spodbudila politična neenakost znotraj Transilvanije, zlasti velika politično moč Sasov. 
Čeprav so bili njegovi ukrepi na koncu preklicani, so mnogi začeli na Sase gledati kot na manjšino, ki  nasprotuje nacionalističnim Romunom in Madžarom. Sasi so ostali  bogata in vplivna skupina, vendar niso bili več prevladujoči razred znotraj moderne Transilvanije.
Madžari so podpirali popolno združitev Transilvanije z ostalo Madžarsko. Štefana  Ludwiga Rotha, pastorja, ki je vodil nemško podporo romunskim političnim pravicam, so med revolucijo leta 1848 usmrtili madžarski radikali.
Poskus Ogrske, sa bi prevzela oblast nad Transilvanijo, so leta 1849 strle avstrijske in ruske cesarske sile. Med Avstrijo in Ogrsko je bil leta 1867 sklenjen kompromis (Ausgleich) ki za politične pravice Transilvanskih Saseov ni bil ugoden. Po koncu prve svetovne vojne so se 8. januarja 1919 predstavniki Transilvanskih Sasov odločili podpreti združitev Transilvanije s Kraljevino Romunijo.
Obljubljene so jim bile popolne manjšinske pravice, vendar so v agrarni reformi,  ki se je po prvi svetovni vojni izvedla v celotni Romuniji, številni premožni Sasi izgubili del svoje zemlje. Ker so med vzponom Adolfa Hitlerja v Nemčiji številni Transilvanski Sasi postali čvrsti podporniki nacionalsocializma, je evangeličanska luteranska cerkev izgubila velik del svojega vpliva v skupnosti.

## Druga svetovna vojna in obdobje po njej
Februarja 1942 in maja 1943 je Nemčija sklenila sporazume z Madžarsko oziroma Romunijo, po katerih so bili Nemci, sposobni za vojaško službo, ne glede na državljanstvo, vključeni v redne nemške vojaške enote, Waffen-SS, vojaška podjetja ali v Organizacijo Todt.
Kot rezultat teh dogovorov se je približno 95% pripadnikov nemške etnične skupine, sposobnih za vojaško službo (Transilvanski Sasi in Banatski Švabi),  prostovoljno vpisalo v enote Waffen-SS (približno 63.000 mož), nekaj tisoč pa jih je služilo v posebnih enotah varnostne službe SS (SD-Sonderkommandos). Med stražarji v koncentracijskih taboriščih (KZ-Wachkompanien) je bilo najmanj 2000 etničnih Nemcev, od katerih je najmanj 55% služilo v uničevalnih taboriščih, večinoma v Auschwitzu in Lublinu.  V vojni je umrlo približno 15% romunskih etničnih Nemcev, ki so služili v Waffen-SS. V Romunijo se je vrnilo le nekaj tisoč preživelih.
Ko je Romunija leta 1944 podpisala mirovni sporazum s Sovjetsko zvezo, je začela nemška vojska začela umikati Sase iz Transilvanije. Operacija je bila najbolj dosledna na območju Nösnerlanda (Bistrița). Pred sovjetsko Rdečo armado je zbežalo približno 100.000 Nemcev. Po koncu vojne Romunija svojih Nemcev ni izgnala, kot so to izvedle sosednje države. Sovjetska vojska je med svojo okupacijo zaradi domnevnega sodelovanja z nacistično Nemčijo aretirala več kot 70.000 Nemcev iz Romunije in jih poslala v delovna taborišča v sedanji Ukrajini. 
Ker je nemška vlada Transilvanske Sase štela Auslandsdeutsche ("Nemce iz tujine"), so imeli pravico do vrnitve v Nemčijo pravico do nemškega državljanstva. Številni Sasi so se izselili v Nemčijo, zlasti po padcu vzhodnega bloka leta 1989. V Nemčiji jih zastopa Zveza Transilvanskih Sasov v Nemčiji. Zaradi izseljevanja število Sasov v Romuniji upada. Po vstopu Romunije v Nato in EU se je veliko Transilvanskih Sasov vrnilo iz Nemčije in dobilo vrnjeno premoženje, izgubljeno v času socialističnega režima, in začelo ustanavljati majhna in srednja podjetja.  V Romuniji Sase zastopa  Demokratični forum Nemcev v Romuniji, politična stranka, iz katere je bil peti romunski predsednik Klaus Iohannis.

## Kultura
Pred izgonom iz socialistične Romunije so Transilvanski Sasi izoblikovali različne skupnosti v mestih in vaseh, v katerih so ohranjali svoje izročilo, za katero so bili značilni njim lastni običaji, folklora, način življenja in narodne noše.
Ena od značilnosti je bilo "sosedstvo" (nemško Nachbarschaften), v katerem je več gospodinjstev tvorilo majhno vzajemno skupnost. Običaj  je po mnenju nekaterih strokovnjakov  starodavnega nemškega izvora.
- Saški kmet z Sibiuja okoli leta1900
- Saške arodne noše, Nemčija, 2015
- »Skupnostna skrinja«, v kateri je saška bratovščina hranila svoje dokumente
- "Znak skupnosti" (Nachbarschaft Convener)